# Järvisholm, Åbo
Järvisholm (fi: Järvistensaari) är en ö i Finland. Den ligger i Skärgårdshavet och i kommunen Åbo i den ekonomiska regionen  Åbo ekonomiska region i landskapet Egentliga Finland, i den sydvästra delen av landet. Ön ligger omkring 11 kilometer sydväst om Åbo och omkring 160 kilometer väster om Helsingfors.
Öns area är 88,6 hektar och dess största längd är 2 kilometer i öst-västlig riktning. Ön höjer sig omkring 10 meter över havsytan.